# 劉馨而
劉馨而（Amanda Lau Hing Yee），香港人，馬爾他女爵士。在香港大學畢業後到了北京大學念碩士，從美國哥倫比亞大學和長江商學院進修归来后，在聯合國兒童基金香港委員會（UNICEF HK）工作。